# Volutoconus grossi
Volutoconus grossi is een slakkensoort uit de familie van de Volutidae. De wetenschappelijke naam van de soort is voor het eerst geldig gepubliceerd in 1927 door Tom Iredale.